# Klaratunnelen
 Der er for få eller ingen kildehenvisninger i denne artikel, hvilket er et problem. Du kan hjælpe ved at angive troværdige kilder til de påstande, som fremføres i artiklen.

Klaratunnelen (svensk: Klaratunneln) er en vejtunnel i det centrale Stockholm bestående af to grene: En kortere gren mellem Tegelbacken og Sveavägen (500 m) og en længere gren mellem Tegelbacken og Mäster Samuelsgatan (850 m). Første gren blev indviet i oktober 1976 og anden del i juni 1979. Navnet blev givet allerede i 1966 i forbindelse med projekteringen.